# Luftangriffe auf Halberstadt

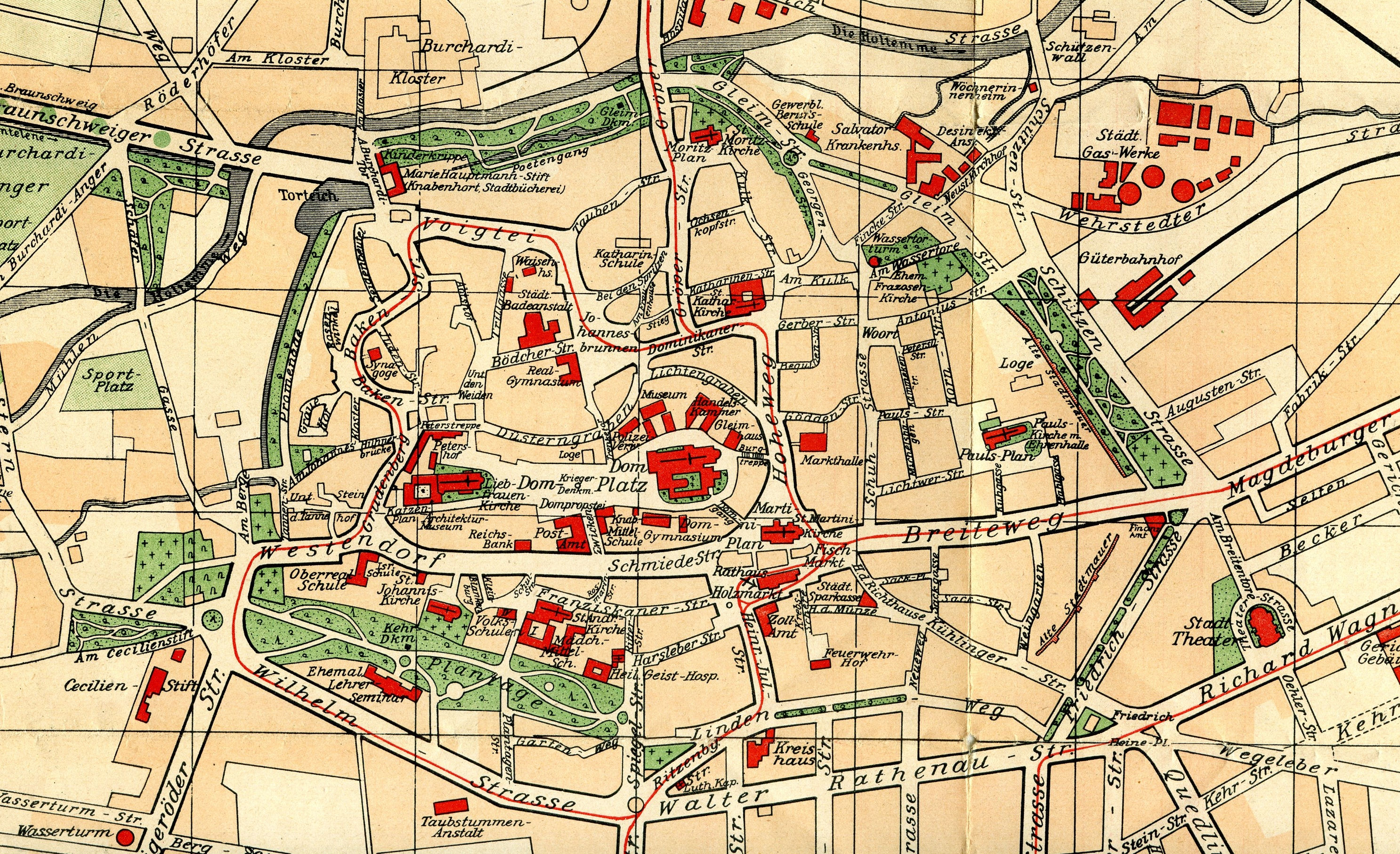
Halberstadt Anfang des 20. Jahrhunderts

Die mitteldeutsche Stadt Halberstadt erlebte 1944 und 1945 zehn Luftangriffe durch die 8th Air Force, von denen das Flächenbombardement mit fast 600 Tonnen Spreng- und Brandbomben am 8. April 1945 der schwerste war. Dieses löschte, drei Tage vor Einmarsch der US-Bodentruppen, die historische Innenstadt zu über 80 Prozent aus. Dabei gingen auch die meisten wertvollen Baudenkmäler verloren oder wurden schwer beschädigt. Insbesondere der Angriff vom 8. April hat „das Gesicht und die Identität Halberstadts auf Jahrzehnte zerstört“. Insgesamt wurden bei den Luftangriffen auf Halberstadt fast 1400 Tonnen Bomben abgeworfen, und 1850 bis zu 3000 Menschen verloren ihr Leben.

## Halberstadt vor dem Krieg
Halberstadt war eine im Mittelalter gegründete alte Bischofsstadt, eine Metropole im Harzraum und zudem Verkehrsknotenpunkt mit großer Bahnhofsanlage an der bereits 1843 eröffneten Bahnstrecke von Magdeburg und Oschersleben. Sie galt als „Rothenburg des Nordens“, mit siebenhundert alten, teilweise architektonisch sehr wertvollen Fachwerkhäusern, prächtigen Häusern aus der Gründerzeit, mit schönen Villen und mit Arbeiterwohnungen in der Unterstadt. Mit seinen rund 50.000 Einwohnern war Halberstadt eine geschäftige Handelsstadt und hatte ein reiches kulturelles Leben mit überregional bekanntem Theater, bedeutenden Sporteinrichtungen und vielen Vereinen.
Es war eine traditionelle Garnisonsstadt der Halberstädter Kürassiere vor dem Ersten Weltkrieg und der Reichswehr von 1920 bis 1934. In der NS-Zeit erfolgte die Aufrüstung des Wehrmachtstandortes Halberstadt, mit dem Schwerpunkt Luftwaffe auf dem Fliegerhorst an den Thekenbergen. Auf einem Teil des früheren Werksgeländes der Halberstädter Flugzeugwerke wurde 1935 in der Klusstraße 30–38 ein neues Junkers-Zweigwerk zur Fertigung von Tragflächen für die Junkers Ju 88 errichtet.

## Die einzelnen Angriffe

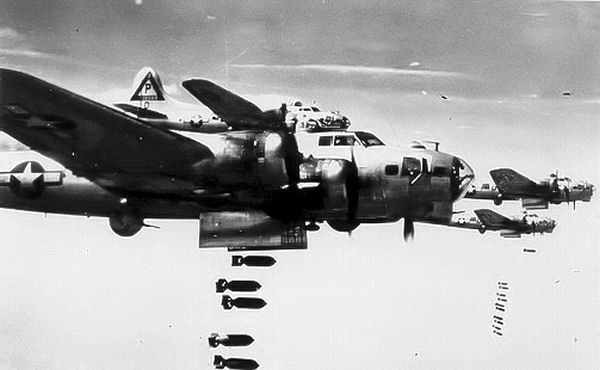
Amerikanische B-17 „Flying Fortress“ beim Bombenwurf

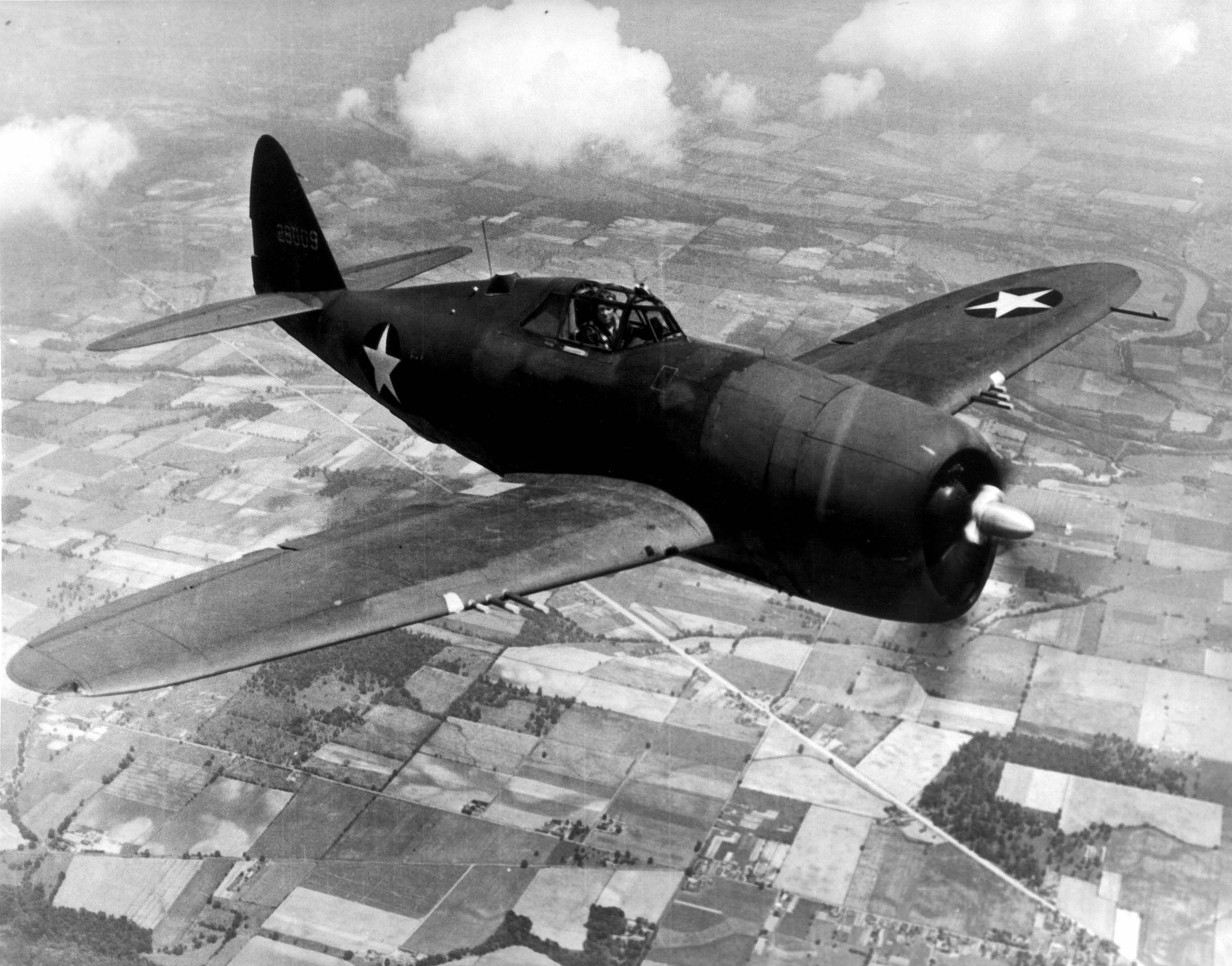
Amerikanischer Langstreckenjäger „Thunderbolt“

Amerikanische Langstreckenjäger „Mustang“

Alle Luftangriffe erfolgten als Tagesangriffe durch die 8th Air Force der United States Army Air Forces. In den Akten des britischen RAF Bomber Command lagen bereits seit 1942 Pläne zur Bombardierung von Halberstadt unter dem Codenamen „Sardine“. Der Stellvertreter von Arthur Harris, Oberbefehlshaber des Bomber Command, war Air Vice-Marshal Robert Saundby, der als begeisterter Angler alle in Auswahl kommenden deutschen Städte mit einem Fish code versah.

### Angriffe Januar 1944 bis 7. April 1945
Die folgenden Informationen stammen aus dem Standardbuch Halberstadt brennt von Werner Hartmann und den Kriegstagebüchern der 8th Air Force.
- 11. Januar 1944: 52 B-17 „Flying Fortress“ der 1st Bombardment Division der 8th Air Force der USAAF warfen 143 Tonnen Bombenlast auf das Junkers-Zweigwerk, den Hauptbahnhof, die Harzbrauerei und benachbarte Häuser ab. Das Junkers-Werk wurde erheblich getroffen. Ein 16-jähriger Junge im Sommerbad war das erste Todesopfer des Bombenkriegs in Halberstadt.

- 22. Februar 1944: 18 B-17-Bomber warfen mit dem verfehlten Ziel der Flugzeugwerke aus 6500 bis 7000 Meter Höhe 26,5 (33) Tonnen Bombenlast ins freie Feld zwischen Harsleben und Halberstadt: 150 Bombenkrater. Es gab keine Toten.

- 11. April 1944: Bei einem US-Luftangriff auf den Fliegerhorst der Luftwaffe in den Thekenbergen wurden zahlreiche Gebäude zerstört, 29 Soldaten kamen ums Leben. Alle acht Besatzungsmitglieder eines am Großen Thekenberg abgeschossenen US-Fernbombers starben.

- 30. Mai 1944: 107 B-17 warfen 145 Tonnen Bombenlast auf das Flugzeugwerk und Wohngegend. 52 Menschen starben in dem Werk (darunter 20 Italiener), in ihren Häusern und auf den Straßen.

- 16. August 1944: 13 B-17-Bomber griffen mit 27,5 Tonnen Bomben den Fliegerhorst an. Neun Soldaten und drei Wehrmachthelferinnen kamen ums Leben.

- 14. Februar 1945: Ein Angriff mit dem Ziel Junkers-Werk führte zur Zerstörung mehrerer Gebäude und Beschädigung des Standortlazaretts. 21 Personen starben, davon 11 Ausländer.

- 19. Februar 1945: US-Jagdbomber griffen den Hauptbahnhof und Wehrstedt an. Elf Personen, wohl alle Ausländer, kamen ums Leben.

- 22. Februar 1945: Im Rahmen der Operation Clarion erfolgte gegen 13 Uhr ein Großangriff auf den Hauptbahnhof und auf Wehrstedt, dem 155 Menschen zum Opfer fielen. Der Bahnhof wurde völlig verwüstet und unbrauchbar gemacht, den Bombern folgten gleich die Tiefflieger. Auch in der Stadt und besonders Wehrstedt entstanden schwere Schäden. In der Kirche von Wehrstedt begrub ein Volltreffer viele dort Schutzsuchende.

- Durch Bordwaffenbeschuss von Tieffliegern, ebenfalls am 22. Februar, kamen auf einem Transport zwischen Wegeleben und Halberstadt 15 kriegsgefangene Briten und zwei US-Amerikaner ums Leben.[7]

- 7. April 1945: Mehrere US-Jagdbomber warfen bei klarer Sicht Brandbomben in Halberstadt ab und schossen in die Straßen. Dann griffen sie einen auf Gleis 9 im Bahnhofsgelände abgestellten Munitionszug an. Die Jagdbomber wurden nach Angriffsbeginn von Zugflak beschossen.[8] Eines der Flugzeuge – eine Thunderbolt – stürzte ab, der Pilot wurde gefangen genommen. Die hochbrisanten Seeminen auf dem Zug explodierten, es entstand ein riesiger Krater, 650 Eisenbahnwaggons und 45 Lokomotiven wurden vernichtet. Der Bahnhof mit seinen Gebäuden, Gleis- und Weichen-Anlagen war außer Funktion gesetzt. Im Stadtgebiet entstanden erhebliche Luftdruckschäden an Fenstern, Türen und Dächern.

### Die Lage in Halberstadt Anfang April 1945
Die Stadt war mit 70.000 Menschen übervölkert: darunter befanden sich viele Luftkriegsevakuierte, Tausende Flüchtlinge aus den Ostgebieten, ausländische Arbeitskräfte und Kriegsgefangene. In 22 Einrichtungen wurden 3000 bis 4000 Verwundete und kranke Soldaten betreut: im Standortlazarett, im Salvator-Krankenhaus, in Privatkliniken, Reservelazaretten und Krankenrevieren der Kasernen. Die Lazarette waren mit großen und weithin nach oben sichtbaren Rotkreuzzeichen erkennbar. Verteidigungsfähige Kampftruppen oder militärische Stäbe befanden sich nicht in der Stadt, auch andere militärische Ziele gab es nicht mehr. Der Volkssturm war einberufen und hatte „Panzersperren“ gebaut. Flak oder Jagdflugzeuge gab es nicht mehr. Die Bevölkerung war in passivem Luftschutz ausgebildet. Höhlen in den Spiegelsbergen (Lange Höhle, Am Felsenkeller) waren zu sicheren Schutzräumen ausgebaut worden – mussten aber natürlich erst erreicht werden. Auch der Remterkeller der Domklausur war zum Luftschutzraum ausgebaut worden. An verschiedenen Standorten waren große Löschwasserteiche angelegt worden. Im Hauptpostamt befand sich eine Luftwarnzentrale, die auch für die umliegenden Städte und Dörfer zuständig war. Es herrschte praktisch ständig Luftalarm, da dauernd US-Jagdbomber im Einsatz waren oder Überflüge von „Bomberströmen“ erfolgten. Am 8. April befanden sich die US-Panzerspitzen nur noch 40 Kilometer westlich von Halberstadt.

### Der Flächenangriff vom 8. April 1945 auf die Innenstadt
Unter der Code-Nr. GY 4822, wurde an die 1st Air Division der 8th Air Force der Befehl zum Angriff auf Halberstadt als „Sekundärziel“ gegeben. Die dafür bestimmten 215 oder 218 B-17-Bomber waren eine Teilstreitkraft von insgesamt 339 B-17 mit Eskorte von 239 P-51 Langstreckenjägern, die am 8. April Ziele in Mitteldeutschland ansteuerten. Der Start von den Basen in Mittelengland um Bedford erfolgte um 6:15 Uhr. Als Angriffsziel für die Gruppe von 215 oder 218 B-17 war offiziell mit Priorität 1 Leopoldshall bei Staßfurt angegeben, Halberstadt mit Priorität 2 zum Ausweichziel bestimmt. Da der Mosquito-Aufklärer Dunst über Leopoldshall meldete, wurde Halberstadt priorisiert. Hartmann vermutet, dass das Ziel Leopoldshall nur eine Täuschung war und Halberstadt für diese große Bomberflotte der eigentliche Auftrag. Um 11:10 Uhr wurde in Halberstadt Luftalarm gegeben, um 11:31 Uhr erschienen die ersten Bomber über der Stadt und begannen nach Zielmarkierung durch Rauchzeichen aus 6700 Metern Höhe mit dem Abwurf von 504 Tonnen Spreng- und 50 Tonnen Brandbomben. Nach dem Kriegstagebuch der 8th Air Force war die Bombenbeladung zusammen 595 Tonnen. Angewandt wurde die ursprünglich britische „Fächertaktik“ („Todesfächer“), durch die eine hohe Trefferquote und höchstmögliche Vernichtung erreicht werden sollte. Orientierungspunkt für die Bomberbesatzungen war das markante Gebäude des Lyzeums (Käthe Kollwitz-Gymnasium) im Süden von Halberstadt, das Zielgebiet sollte im Zentrum der Stadt liegen. Sechs Bombergruppen griffen die Stadt aus Himmelsrichtung Süd von 11:31 Uhr bis 11:54 Uhr in mehreren Wellen – ungestört durch Flakfeuer – planmäßig an und zerstörten die Innenstadt. Die Brandbomben waren mit insgesamt 50 Tonnen Gemisch aus Benzin, Viskose und Magnesiumstaub gefüllt. Flüssigkeitsbrandbomben des Typs AN-M47, Stabbrandbomben und Phosphorbrandbomben wurden ebenso eingesetzt. Durch die initialen Sprengbomben waren die Dächer abgedeckt, die Fenster zersprungen und die Häuserwände aufgerissen. Durch die Brandmittel entwickelten sich dann in der gut brennbaren, dicht bebauten Fachwerkstadt schwer zu bekämpfende Flächenbrände, die weitere Gebäude zerstörten. In der Innenstadt entwickelte sich aus den Einzelbränden ein Feuersturm. Rettungs- und Löscharbeiten wurden durch Tiefflieger behindert. Die Fluchtwege von Halberstädtern in Richtung Spiegelsberge wurden bombardiert und mit Bordwaffen der Begleitjäger angegriffen. Die B-17-Bomber landeten gegen 15 Uhr ohne Verluste auf ihren Stützpunkten in Mittelengland. 25.000 Menschen wurden durch das Bombardement obdachlos.

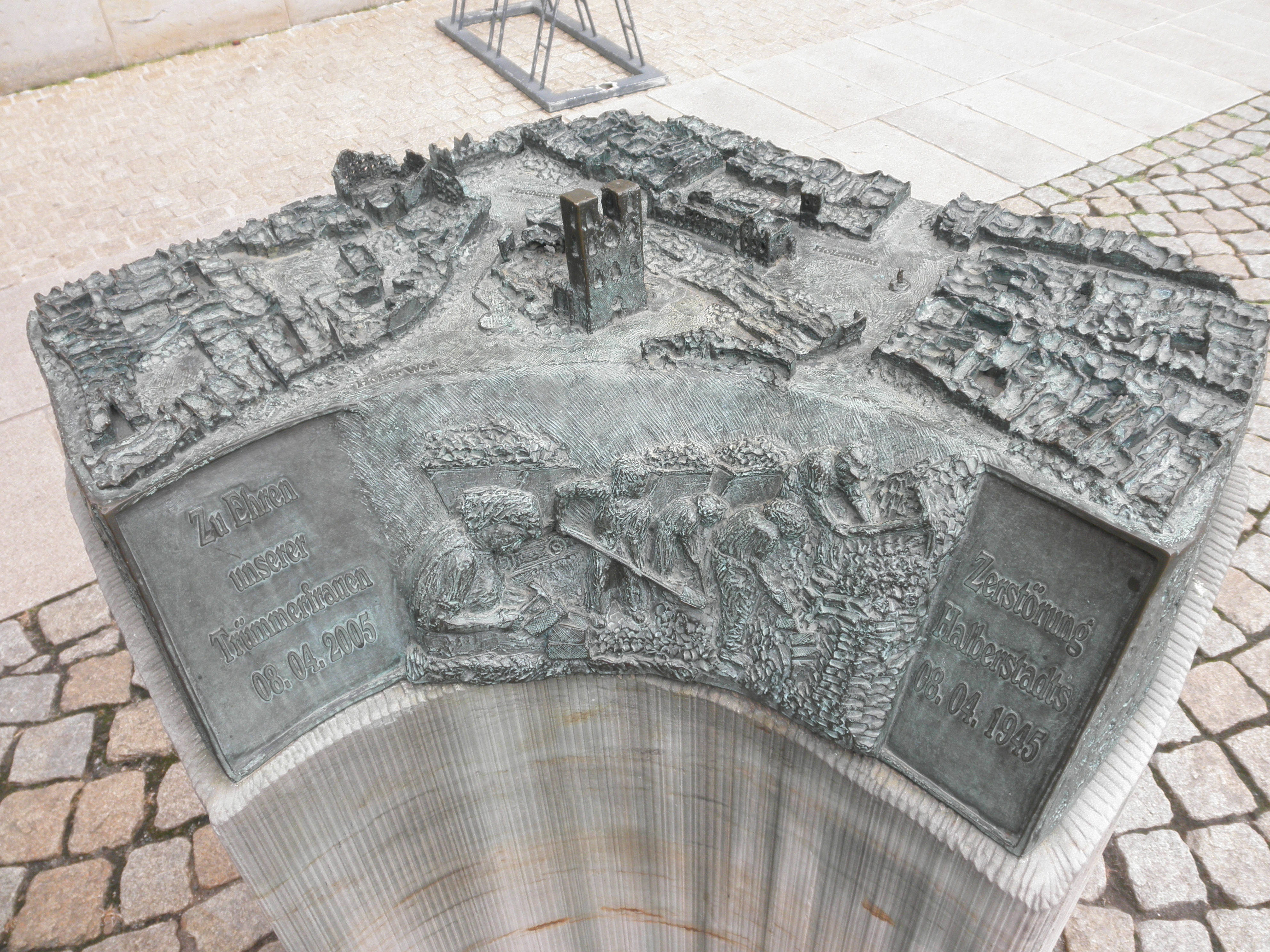
Ruinenstadt Halberstadt 1945, Denkmal für die Trümmerfrauen

An den Rettungs- und Löscharbeiten in dem ausgelösten Inferno beteiligten sich außer der Halberstädter Freiwilligen Feuerwehr, deren Feuerwehrhaus in der Krebsscheere zerstört worden war, auch Berufsfeuerwehren aus Hanau und Dortmund, die nach Heimburg verlegt waren, Freiwillige Feuerwehren aus den umliegenden Städten und Dörfern und Sanitätskräfte von dort. An den Rettungsarbeiten nahmen auch französische und englische Kriegsgefangene teil. Auch konnten eine größere Zahl von Wohngebäuden, das teilzerstörte Garnisonslazarett und das Gleim-Haus vor dem vollständigen Abbrennen bewahrt werden. Das Löschwasser musste wegen der Zerstörung der insgesamt 60 Kilometer Wasserleitungen aus der Holtemme, dem Kulkgraben, dem Hallenbad, den Löschwasserteichen und Bombentrichtern entnommen werden, zum Teil mit „Eimerketten“. Die Stadt brannte dreieinhalb Tage lang. Die Straßen waren großenteils durch Schuttmassen blockiert. Viele Bomben mit Langzeitzündern explodierten unabsehbar bei Räumungsarbeiten.
Das Stadtkrankenhaus blieb unversehrt, die meisten Lazarette wurden jedoch ganz oder teilweise zerstört. So wurden die Verwundeten in den Felsenkeller, andere ausgebaute Höhlen, in Notlazarette in umliegenden Landgütern, aber auch in die unterirdische Waffenfabrik in den Klusbergen gebracht.
Die Leichenbergung hatte wegen der schnellen Verwesung bei der Hitze und Seuchengefahr möglichst rasch zu erfolgen. Auf dem Friedhof wurden eilig Massengräber ausgehoben. Alle verfügbaren Transportmittel wurden eingesetzt, besonders von Fuhrunternehmern. Die Transporte und „Beisetzungen“ mussten überwiegend ohne Särge erfolgen. Schrumpfleichen wurden in Kisten gesammelt. Es wurden Bergungskommandos auch aus Häftlingen des KZ Langenstein-Zwieberge zusammengestellt. Diese wurden mit der amerikanischen Besetzung ab 12. April durch NSDAP-Mitglieder abgelöst. Noch wochenlang lag „ein gräßlicher Geruch über der Reststadt“.
Nach Werner Hartmann, Stadthistoriker, Ehrenbürger Halberstadts, handelte es sich am 8. April um einen Terrorangriff.

## Materielle Folgen des Luftangriffs vom 8. April
Nach Hartmann, auf den auch die anderen Angaben in diesem Abschnitt zurückgehen, sind in der Stadt insgesamt 1,5 Millionen Kubikmeter Schutt und Trümmer durch den Luftangriff am 8. April angefallen. Drei riesige Schuttberge entstanden bei der Enttrümmerung. Von den 19.000 Wohnungen wurden 8000 total vernichtet und 1500 weitere schwer beschädigt. Von 5400 Wohnhäusern wurden 2200 ganz zerstört, und 800 weitere erlitten mehr oder weniger starke Beschädigungen. 25.000 Halberstädter wurden obdachlos. 900 Gewerbe- und Handwerksbetriebe aller Art waren vernichtet. Von 15 Krankenhäusern und Lazaretten wurden acht zerstört. 15 Schulen waren entweder zerstört oder schwer beschädigt. 42 Straßenzüge existierten gar nicht mehr, 31 weitere waren teilweise zerstört. Das Verkehrswesen gab es nicht mehr: der Bahnhof war vernichtet, Straßenbahnschienen und Oberleitungen zerstört, die Straßen nicht mehr passierbar. Gas-, Wasser- und Stromversorgung waren ausgefallen, ebenso das Telefonnetz.
Es dauerte 15 Jahre, bis aller Schutt beseitigt war. Ungefähr ein Drittel von ursprünglich 1500 Fachwerkhäusern war zerstört, darunter vor allem gerade die Häuser mit singulärer architektonischer Stellung in der Oberstadt. Von den erhaltenen Fachwerkhäusern, vor allem waren es einfache in der Unterstadt, verfiel ein weiteres Drittel zur DDR-Zeit oder wurde teilweise abgerissen. Erst nach der Wende 1990 wurden ernstliche Anstrengungen unternommen, die verbliebene Bausubstanz zu retten und die städtebaulichen Wunden der Innenstadt allmählich zu schließen.
Blindgänger finden sich auch noch heute. So mussten am 12. August 2015 5000 Einwohner von Halberstadt während der aufwendigen Entschärfung einer US-Bombe evakuiert werden, die bei Bauarbeiten am Rande der Altstadt gefunden worden war. Von 1952 bis 1976 wurden 62 Blindgänger im Stadtgebiet entschärft, für die hohe Zahl von 1945 bis 1951 gab es keine zuverlässige Registrierung.

### Verluste an Baudenkmälern
Diese Zusammenstellung basiert auf dem Standardwerk Schicksale deutscher Baudenkmale im zweiten Weltkrieg, der Dokumentation von Hartmann und der Liste der Kulturdenkmale in Halberstadt

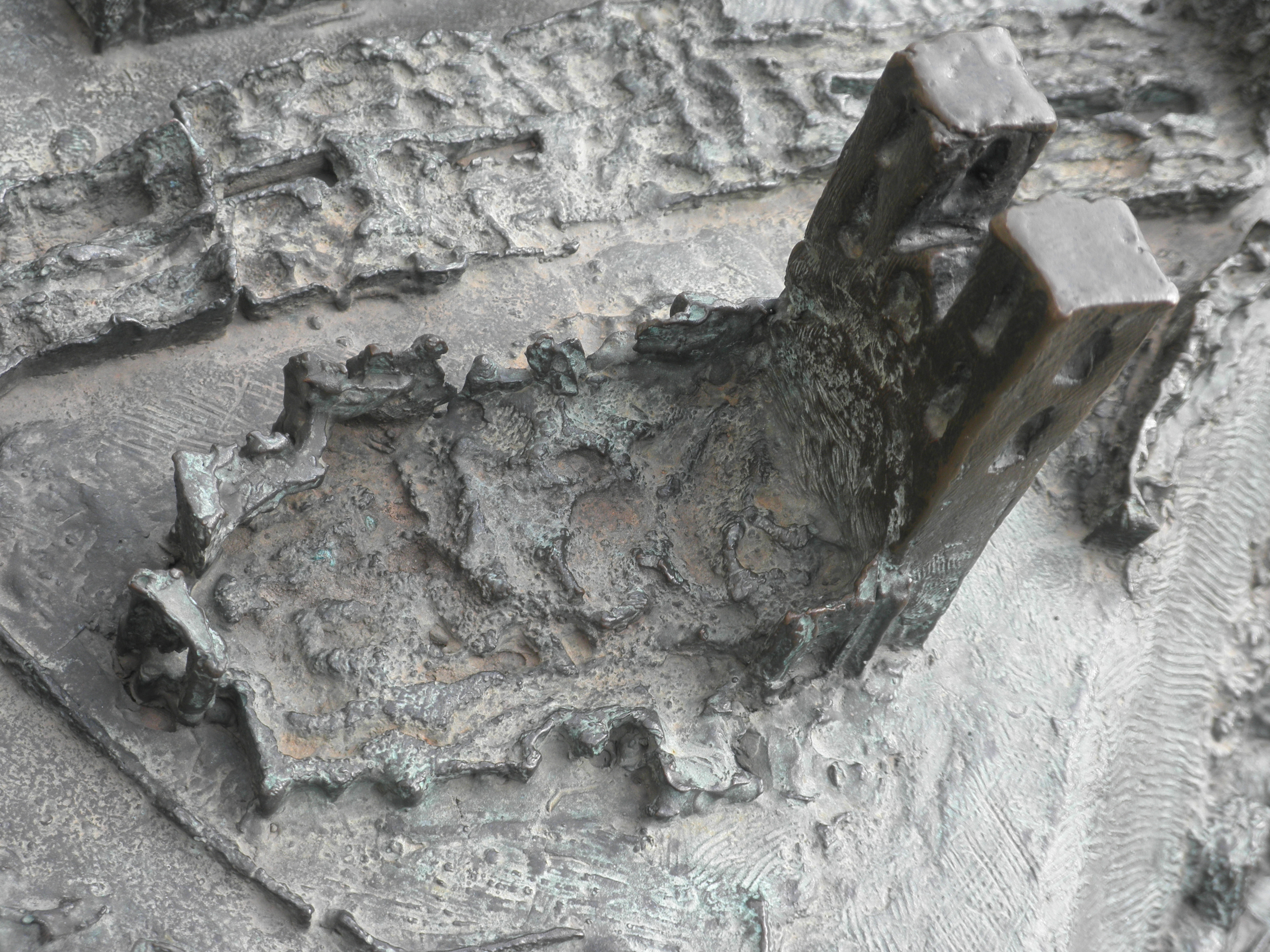
Martinikirche 1945, Detail vom Denkmal für die Trümmerfrauen

#### Vernichtete Baudenkmäler
- Rathaus mit Ratslaube und Erker, am Holz- und Fischmarkt
- Stelzfuß, Fachwerkhaus am Holzmarkt
- Ratskeller („Königshotel“) am Holzmarkt (ältestes datiertes Fachwerkhaus der Stadt)
- Alte Ratswaage
- Stadttheater, 1905 von Bernhard Sehring
- Paulskirche: auch Garnisonskirche. Türme und Kirchenschiff ausgebrannt, Chor (mit Gedächtnishalle für Gefallene des Ersten Weltkriegs) erhalten. Trotz Protesten wurde die eindrucksvolle Kirchenruine[26] 1969 gesprengt und beseitigt.
- Franziskanerkirche St. Andreas und Klostergebäude
- Heilig-Geist-Hospital: Ruine als Mahnmal
- Laurentiuskirche in Halberstadt/Wehrstedt: Ruine als Mahnmal
- Franzosenkirche: Ruine als Mahnmal, seit 1968
- Alter Marstall
- Reithalle
- Kommisse, palastartiges früheres Gästehaus der Bischöfe, am Holzmarkt
- Alte Münze
- Rats-Apotheke
- Hof-Apotheke

#### Schwer beschädigte Baudenkmäler
- Dom Sankt Stephanus und Sankt Sixtus: konnte nach Wiederaufbau erst 1956 wieder gottesdienstlich genutzt werden.
- Martinikirche
- Liebfrauenkirche
- Dominikanerkloster und Kirche St. Katharinen
- Dompropstei
- Städtisches Museum
- Museum Heineanum (Naturkundemuseum)
- Gleimhaus (Literaturmuseum)

Die Bauensembles von Domplatz, Holzmarkt – dem Zentrum der Bürgerstadt, Fischmarkt, Martiniplan und Paulsplan wurden ganz oder weitgehend zerstört. Von den 720 Fachwerkhäusern aus der Zeit vom 15. bis Anfang des 18. Jahrhunderts, die „Halberstadts Ruhm als niedersächsische Fachwerkstadt ausmachten, sanken die meisten in Schutt und Asche“ (Renate Kroll). Nur ein kleiner Teil blieb in der Vogtei und der Neustadt erhalten.
Kunstschutz: Durch Einmauerung und Einbetonierung gerettet wurden unter anderem Teile der Innenarchitektur des Domes, die Chorschrankenfiguren der Liebfrauenkirche und der Halberstädter Roland vor dem Rathaus. Ausgelagert waren zahlreiche andere wertvolle Kulturgüter. Am bekanntesten ist die Auslagerung des Domschatzes in Höhlen, wo er auch den Besatzungsmächten verborgen blieb und die Sicherung der mittelalterlichen Kirchenfenster. Aus dem Gleimhaus waren die Gemälde- und die Handschriftensammlung und die Bibliothek ausgelagert worden.
Die Ruine des Rathauses soll nach Einschätzung von Fachleuten wieder aufbaufähig gewesen sein. Der Abbruch erfolgte aufgrund einer politischen Entscheidung Anfang der 1950er Jahre. Das kann auch bei der Beseitigung anderer teilzerstörter Gebäude der Fall gewesen sein, wie dem Stadttheater.

## Verluste an Menschenleben

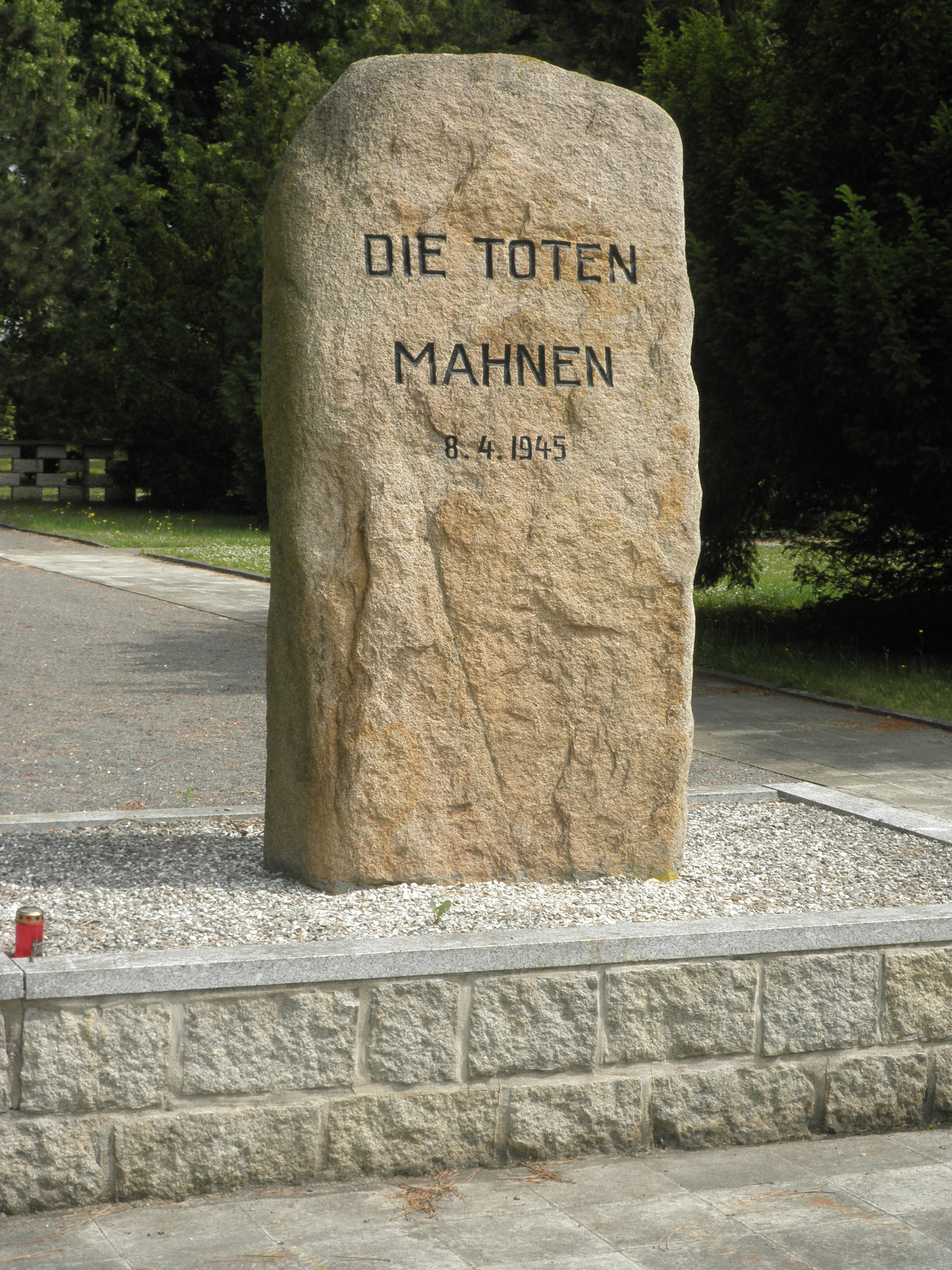
Gedenkstein für die Bombenopfer am Ort der Massengräber

Bei den Luftangriffen vor dem 7. und 8. April kamen insgesamt 289 Menschen ums Leben. Davon waren etwa 46 Soldaten und 52 Ausländer. Unter der deutschen Zivilbevölkerung überwogen bei weitem die Frauen, ein hoher Anteil waren Kinder.
Bei den Luftangriffen am 7. und 8. April kam Hartmann anhand der Unterlagen von Friedhofsverwaltung und Stadt auf 1356 identifizierte Opfer und etwa 500 „unbekannte Bombenopfer“, zusammen somit etwa 1850 Tote an diesen beiden Tagen. Andere Quellen gehen von 2100 Toten allein am 8. April, darunter 400 Kinder aus.
Die Gesamtzahl der Luftkriegsopfer in Halberstadt liegt damit bei mindestens 2150. Es gibt auch höhere Angaben von 2500 bis 3000 Opfern.
Sicher sind nicht alle verschütteten und verbrannten Menschen geborgen worden. Noch Jahrzehnte nach dem Angriff wurden Skelette bei Bauarbeiten gefunden.
Über die Zahl der Schwerverwundeten und bleibend geschädigten Bombenopfer gibt es keine Angaben.

## Besetzung der Stadt
Am 11. April 1945 nachmittags, drei Tage nach der weitgehenden Vernichtung der Stadt, besetzten Truppen der US-Armee widerstandslos die Stadt, im Mai wurden sie von Briten und Ende Juni durch die Rote Armee abgelöst. In der Zuckerfabrik wurde ein Lager für deutsche Kriegsgefangene eingerichtet.

## Begräbnis- und Erinnerungsstätten
Die Toten des Luftangriffs vom 8. April wurden in Massengräbern auf dem Nordende des Halberstädter Friedhofs bestattet. An die Bombenopfer unter den italienischen Internierten erinnert ein gesonderter Gedenkstein, ein gemeinsamer an die anderen umgekommenen Fremdarbeiter. In der Nachbarschaft finden sich Grabanlagen von Soldaten des Ersten und Zweiten Weltkrieges.
Erinnerungsstätten in der Stadt sind die Ruinen der seit 1968 als Mahnmal gestalteten „Franzosenkirche“ und der Wehrstedter Kirche, in beiden Gebäuden waren viele Schutzsuchende umgekommen. Vor dem wieder aufgebauten Rathaus findet sich ein kleines, am 8. April 2004 eingeweihtes Denkmal zu Ehren der Trümmerfrauen, die bis Herbst 1946 in harter Arbeit die Schuttmassen beseitigt haben: Voraussetzung für den sich über Jahrzehnte hinziehenden Wieder- und Neuaufbau der Stadt.

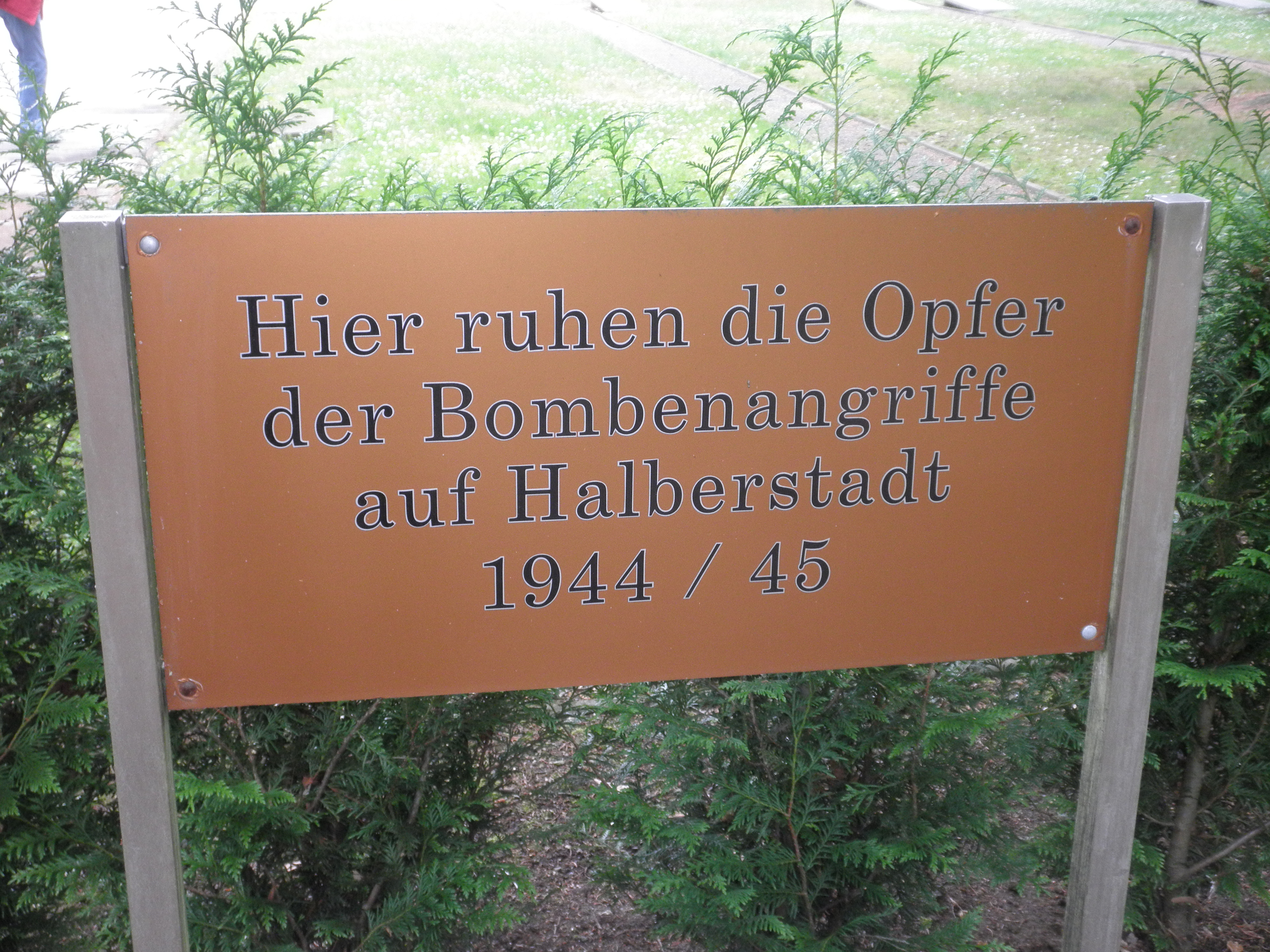
Hinweistafel auf die Massengräber der Bombenopfer
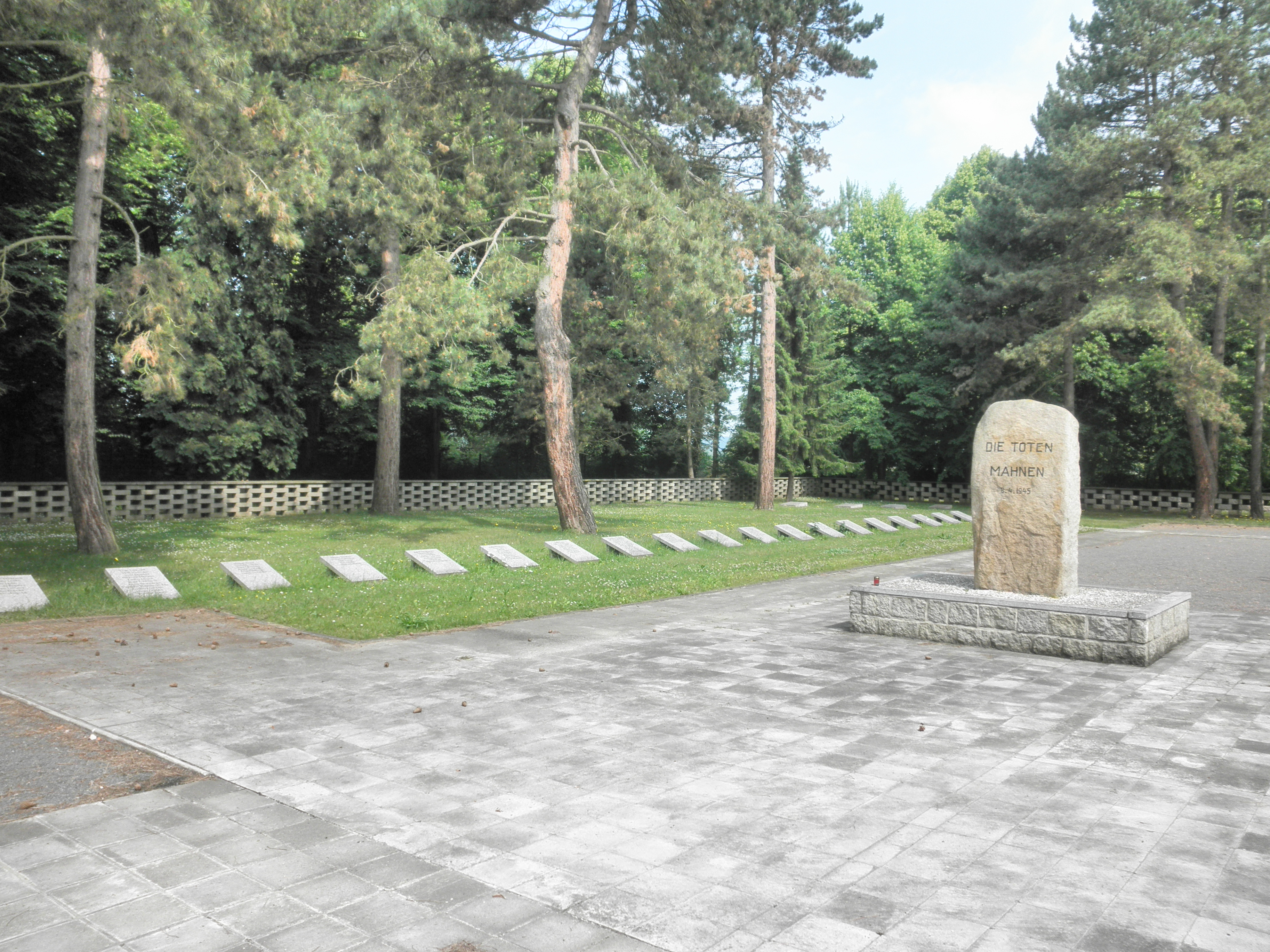
Massengräber der Bombenopfer, Teilansicht
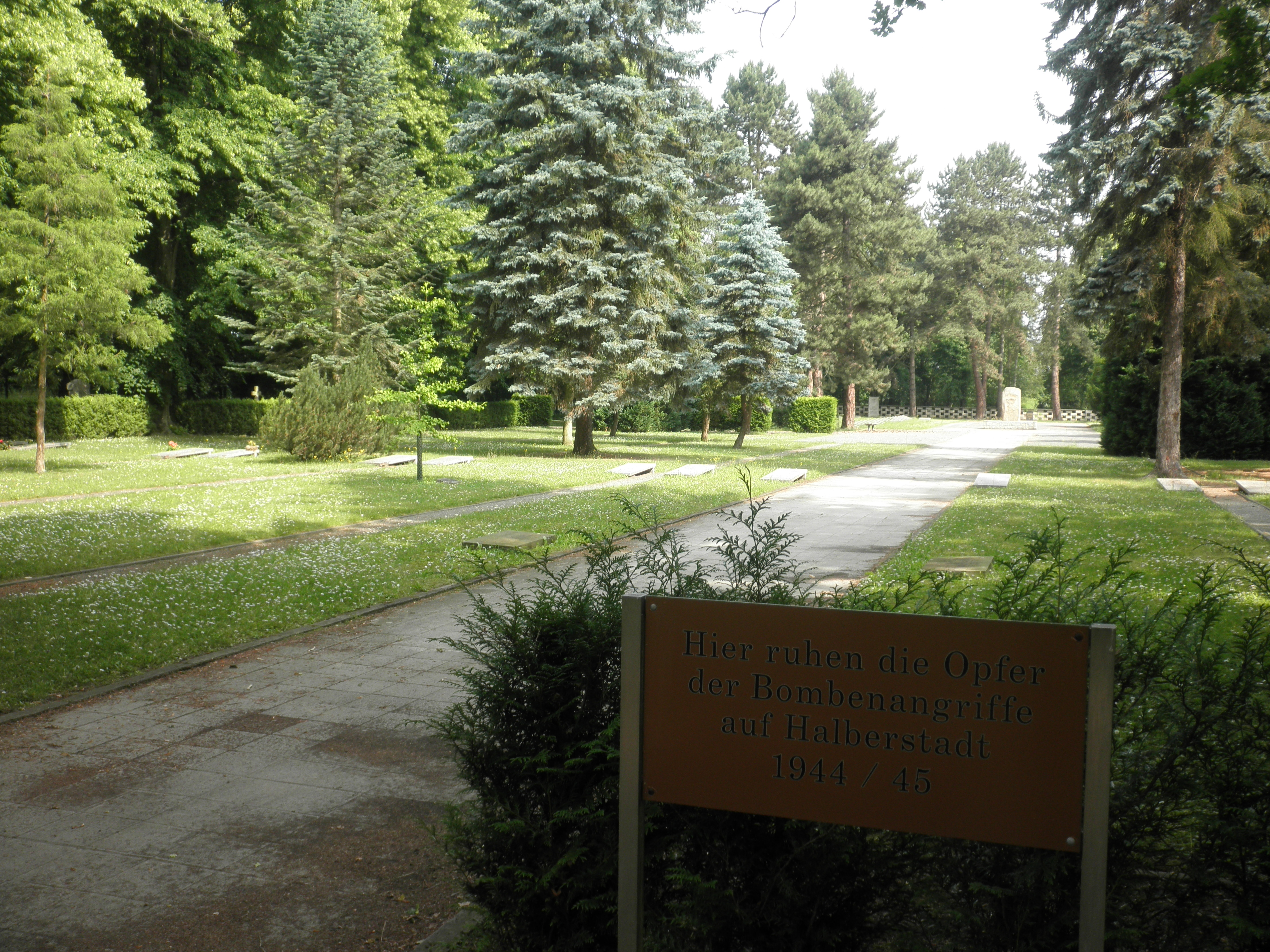
Massengräber der Bombenopfer, Teilansicht
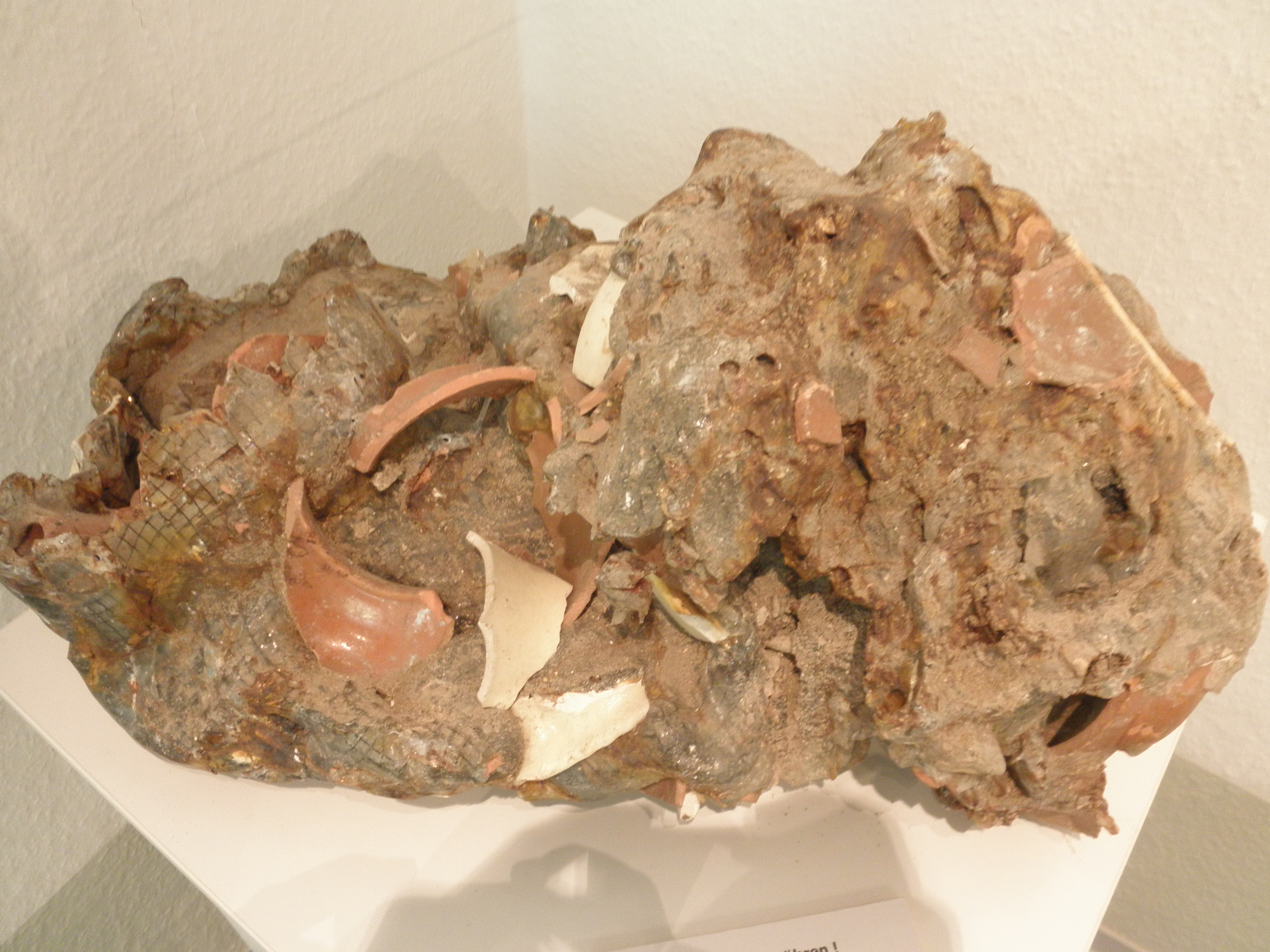
Kriegsschmelze aus einem Bombentrichter (Stadtmuseum)
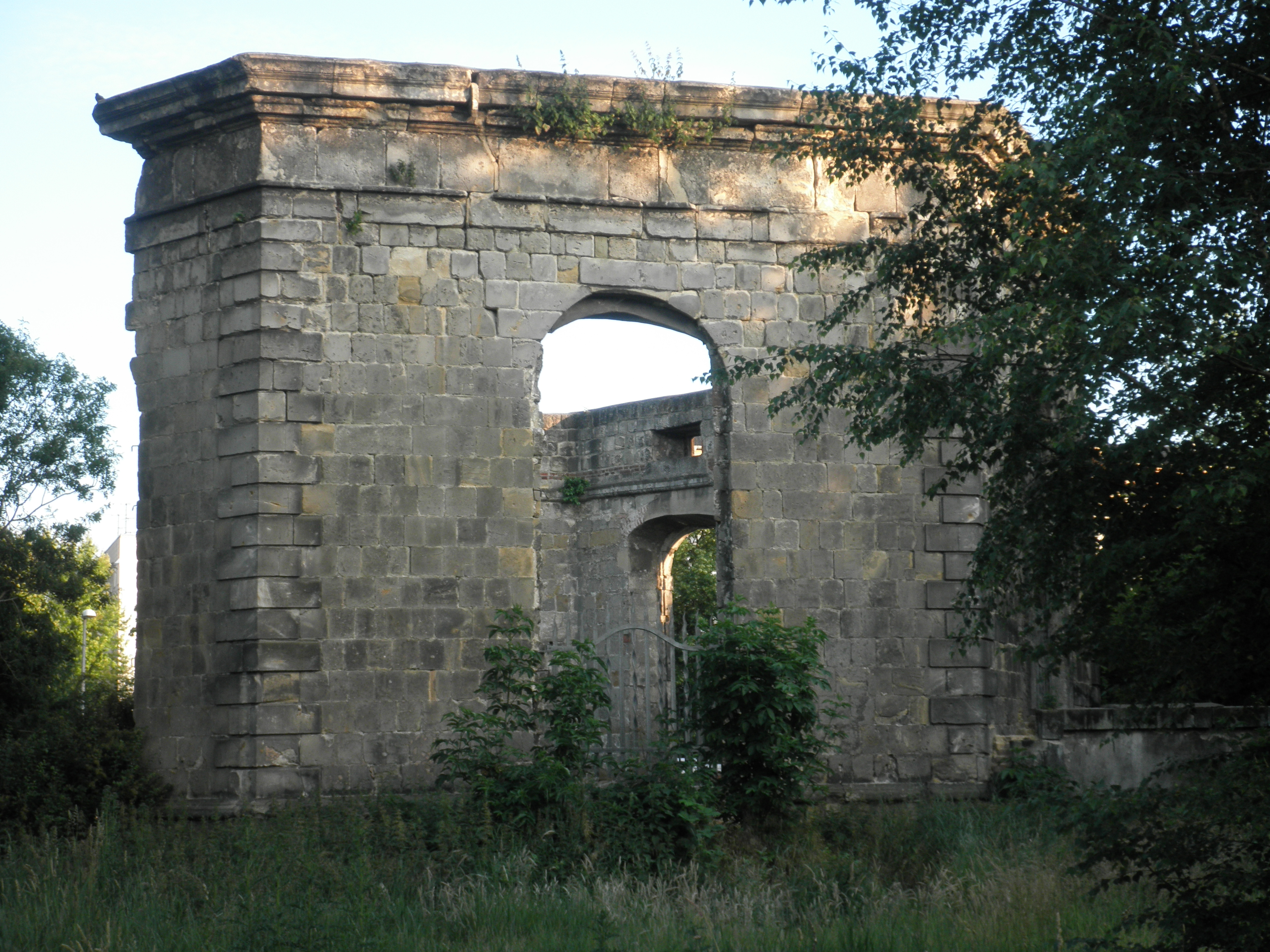
Gedenkort Franzosenkirche (seit 1968)
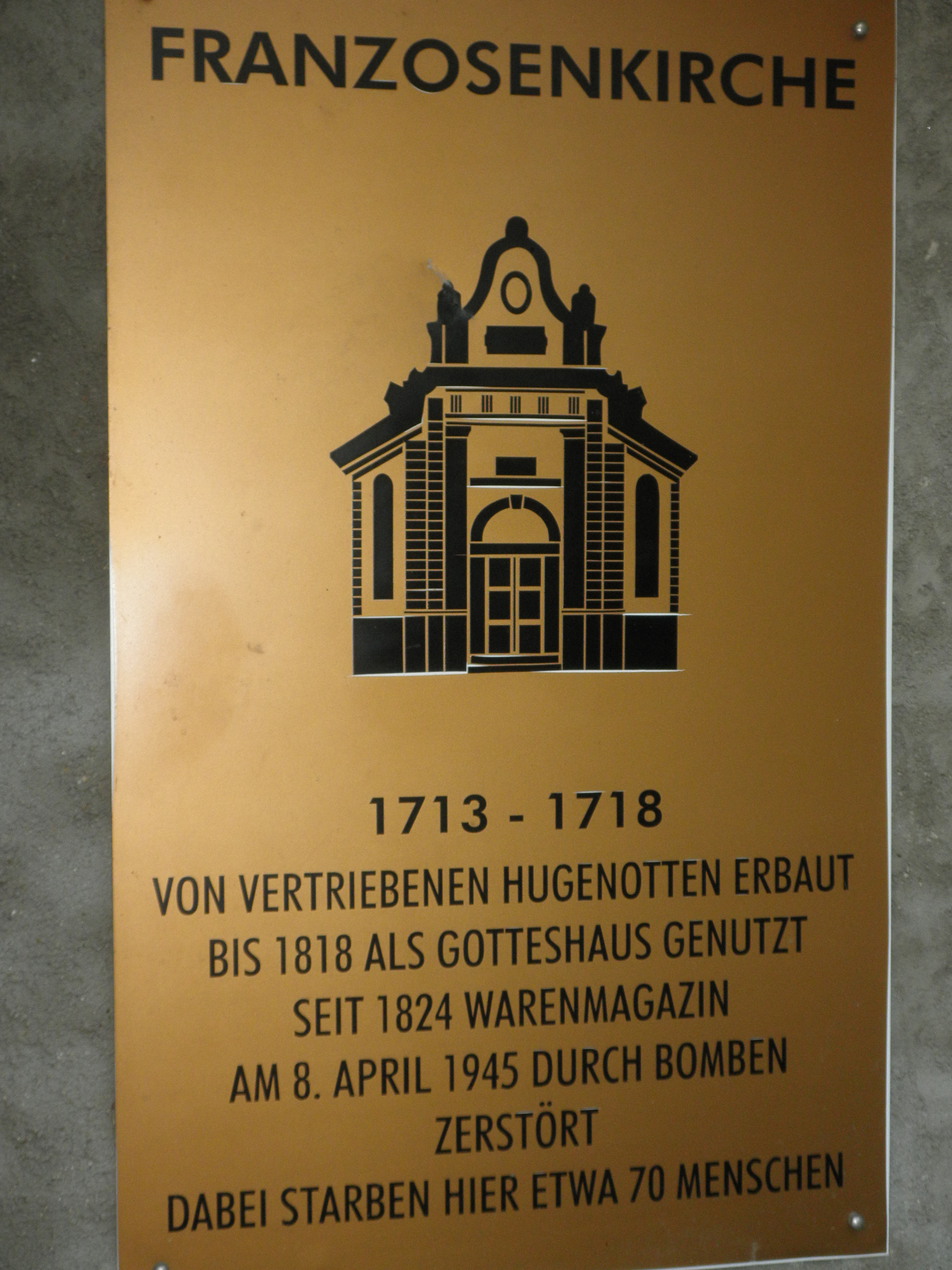
Gedenktafel an der Franzosenkirche
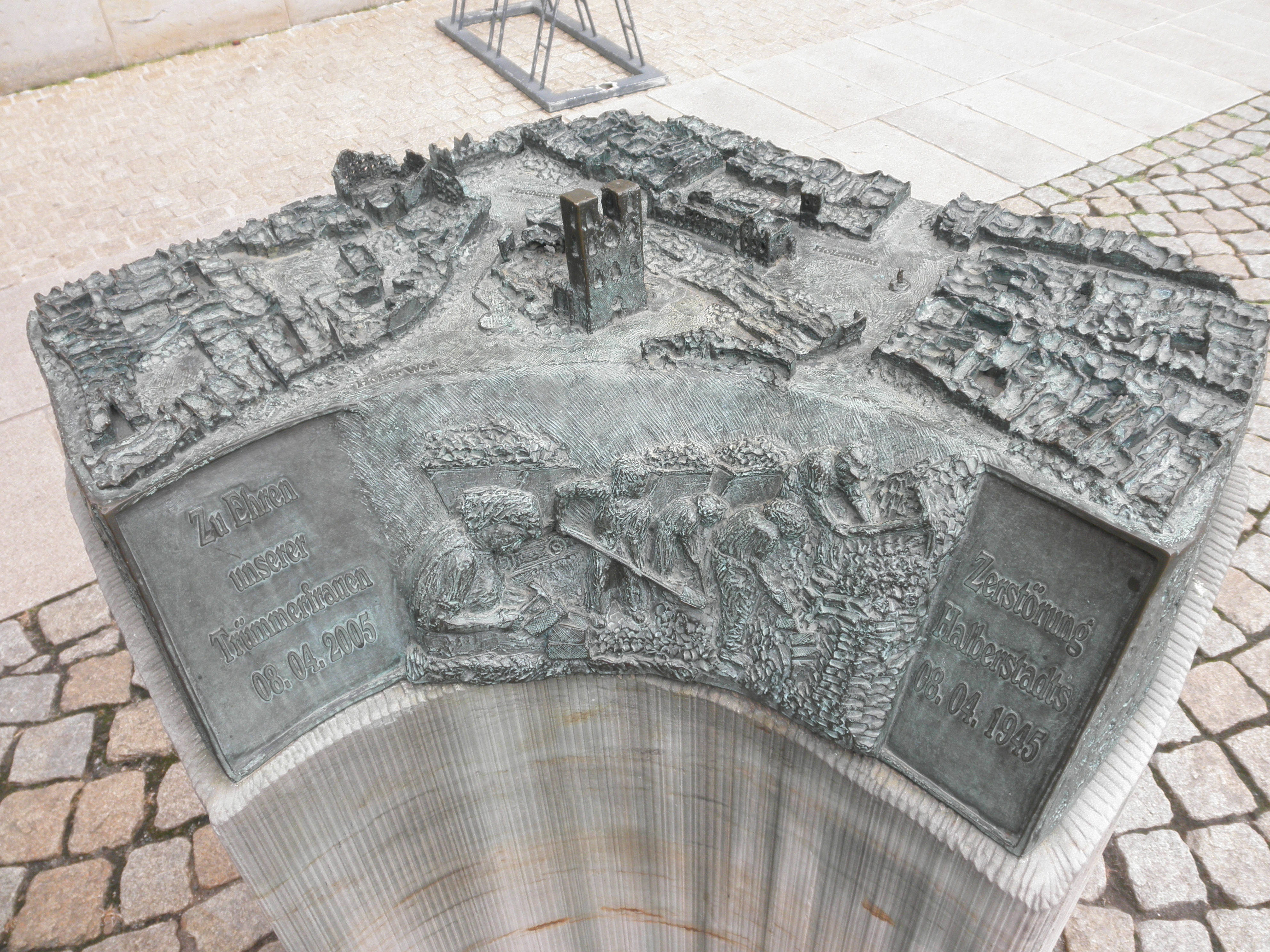
Denkmal für die Trümmerfrauen vor dem Rathaus (von 2005)

### Varia
Auf Initiative des Oberbürgermeisters von Halberstadt gelangte 2020 nach einer Spendenaktion das Gemälde „Stadtpanorama Halberstadt“ von Walter Gemm aus der Vorkriegszeit in den Besitz der Stadt. Es stammt von 1930, stellt das Rathaus und andere Häuser am Holzmarkt dar und hatte auch als Vorlage für die (vereinfachte) Restaurierung dieser Gebäude gedient. Es soll aufwendig erneuert werden und seinen Platz im Städtischen Museum finden.